# Burchtse Weel
De Burchtse Weel is een natuurgebied nabij de tot de Antwerpse gemeente Zwijndrecht behorende plaats Burcht.
De Burchtse Weel werd gevormd door een dijkdoorbraak, waardoor een wiel ontstond. Deze werd later uitgediept tot een recreatievijver. In 1965 werd hiernaast een dok gegraven waarin betonelementen voor de Kennedytunnel werden gebouwd. In 2011 werd het gebied als natuurgebied ingericht en werden de getijden weer toegelaten waartoe de reeds aanwezige sluis werd heropend. Zo wordt een slikken- en schorrengebied gevormd. Allerlei watervogels vinden hier een toevlucht.